# Virginia Cartwright
Virginia Cartwright (nascida em 1943) é uma ceramista americana.
O seu trabalho encontra-se incluído nas colecções do Museu de Arte do Condado de Los Angeles, do Museu de Arte Nora Eccles Harrison e do Museu Smithsoniano de Arte Americana.